# Johannes Wälder
Johannes Wälder (* 31. Dezember 1933 in Flamersheim) ist ein deutscher Versicherungswissenschaftler und Fachhochschullehrer.

## Leben
Johannes Wälder wuchs in Flamersheim auf und besuchte dort die Volksschule. Anschließend besuchte er in Euskirchen das Gymnasium, wo er auch die Reifeprüfung ablegte. Von 1954 bis 1956 absolvierte Wälder bei der Gothaer Versicherung in Köln eine Lehre. Es folgten Stationen als Schadensachbearbeiter und bei einem Versicherungsunternehmen in der Schweiz. Von 1958 bis 1961 studierte Wälder Wirtschaftswissenschaften an der Universität zu Köln. Im Anschluss war er als Vorstandsassistent bei der Roland-Rechtsschutzversicherung beschäftigt. 1964 kehrte Wälder als wissenschaftlicher Assistent an die Kölner Universität zurück, wo er 1969 auch Über das Wesen der Versicherung promovierte. Bereits 1967 war Wälder als hauptamtlicher Dozent an die Deutsche Versicherungsakademie gewechselt, die 1971 in die Fachhochschule Köln überführt wurde. Dort vertrat Wälder am Institut für Versicherungswesen das Gebiet „Sach- und Betriebsunterbrechungsversicherungen“ und ist auch weiterhin (Stand 2022) Beteiligter an der Forschungsstelle Versicherungswesen. Er ist auch als Schiedsrichter in Schiedsverfahren tätig.
Wälder „fasziniert“, so sein Kollege Peter Schimikowski, die Regulierung von Schäden. Er wirkte an einer Vielzahl von Großschäden als Gutachter mit. Zu seinem 75. Geburtstag wurde Wälder, der wegen seiner „überragenden fachlichen Kompetenz“ als Papst der Feuerversicherung gilt, mit einer Festschrift gewürdigt.

## Zeitschrift „recht und schaden“
Seit ihrer Gründung – allerdings mit einer mehrjährigen Unterbrechung – war Johannes Wälder an der Schriftleitung der 1974 gegründeten versicherungs- und schadensrechtlichen Fachzeitschrift recht und schaden beteiligt. Ab 1986 war er Sprecher der Schriftleitung. Im August 2014 schied Wälder aus der Schriftleitung aus. In der seit 2005 vom Verlag C. H. Beck herausgegebenen Zeitschrift hat Wälder eine Vielzahl von Anmerkungen zu Gerichtsentscheidungen und zahlreiche Aufsätze veröffentlicht.

## Privates
Wälder war seit 1962 bis zu ihrem Tode mit seiner Frau Ingrid verheiratet. Er hat drei Kinder.

## Veröffentlichungen (Auswahl)
Bücher
- Über das Wesen der Versicherung. Ein methodologischer Beitrag zur Diskussion um den Versicherungsbegriff. (Schriftenreihe des Instituts für Versicherungswissenschaft an der Universität Köln, Neue Folge Heft 27). Duncker und Humblot, Berlin 1971. (Dissertation)
- Fachbegriffe der Versicherungswirtschaft. Deutscher Sparkassenverlag, Stuttgart 1974 (gemeinsam mit Manfred Lipperheide und Werner Theda).
- Hausrat und persönliche Wertsachen. Weissbuchverlag, Berlin 1981.
- Gerling-Handbuch zur Feuerversicherung. Ermittlung und Fortschreibung der Versicherungssummen von Industrie und Gewerbe. Gerling-Versicherung, Köln 1981(gemeinsam mit Harald Brachmann und Horst Schmidt).

Aufsätze und Beiträge
- Das fragwürdige Merkmal Feuer im Brandbegriff der Feuerversicherung. In: Zeitschrift für die gesamte Versicherungswissenschaft 1971, S. 657–686.
- Die Verantwortung für die Versicherungssumme 1914 der gleitenden Neuwertversicherung. In: Zeitschrift für Versicherungswesen 1978, S. 383–391.
- Die Wertzuschlagsversicherung in der Industrie-Feuer-Versicherung. In: Zeitschrift für Versicherungswesen 1979, S. 23–32 und 50–52.
- Zum Brandbegriff der Feuerversicherung. In: Neue Wege des Versicherungsmanagements, Festschrift zum 60. Geburtstag von Günter Schmidt, Karlsruhe 1997, S. 109–142.
- Mehrkosten durch Preissteigerungen in den klassischen Sachversicherungen. Statisch fixierte oder dynamisch orientierte Entschädigungen? In: Ein Leben mit der Versicherungswissenschaft, Festschrift für Helmut Schirmer, Karlsruhe 2005, S. 591–618.
- Mehrkosten durch technologischen Fortschritt in den klassischen Sachversicherungen. Statisch fixierte oder dynamisch orientierte Entschädigungen?  In: Liber Amicorum für Gerrit Winter, Karlsruhe 2007, S. 441–481.
- Zum Ausschluss von Schäden in bzw. an nicht bezugsfertigen Gebäuden oder Gebäudeteilen in der Leitungswasser- und in der Sturm- und Hagelversicherung. In: recht und schaden 2012, S. 5–9.
- Die versicherten Gefahren der Sach- und Betriebs-Unterbrechungs-Versicherungen. In: Wolfgang E. Halm, Andreas Engelbrecht, Frank Krahe: Handbuch des Fachanwalts Versicherungsrecht. 5. Auflage. Luchterhand, Köln 2015, ISBN 978-3-472-08904-9, S. 587–902.